# Lijst van zoogdieren met Nederlandse namen - J
Dit is een lijst van zoogdieren met Nederlandse namen met als beginletter van hun wetenschappelijke naam een J.
| Wetenschappelijke naam | Eerste keuze              | Overige Nederlandse namen                            | Commentaar |
| ---------------------- | ------------------------- | ---------------------------------------------------- | ---------- |
| Jaculus jaculus        | Kleine woestijnspringmuis | Woestijnrenmuis, Paardenspringmuis, aardhaas, Jerboa |            |
| Jaculus orientalis     | Reuzenwoestijnspringmuis  |                                                      |            |

A · 
B ·
C ·
D ·
E ·
F ·
G ·
H ·
I ·
J ·
K ·
L ·
M ·
N ·
O ·
P ·
R ·
S ·
T ·
U ·
V ·
W ·
X ·
Z